# Złożenie do grobu (obraz Rafaela)
Złożenie do grobu – obraz olejny namalowany przez Rafaela w latach 1504–1508 roku. Znajduje się w Galerii Borghese w Rzymie, dlatego czasem nazywany jest Deposizione Borghese.
Dzieło powstało na zlecenie Atalanty Baglioni, patrycjuszki z Perugii, która chciała uczcić pamięć zabitego syna. Obraz wchodził w skład nastawy ołtarzowej w kościele San Francesco al Prato w Perugii. W skład nastawy wchodziły również: Cnoty teologiczne i dwa putta Rafaela, Fryz putt i gryfów przypisywany Rafaelowi i Bóg Ojciec błogosławiący w otoczeniu aniołów miejscowego malarza Domenica Alfaniego według rysunku Rafaela. W obrazie tym widoczny jest wpływ twórczości Leonarda da Vinci i Michała Anioła, pracujących wówczas we Florencji. Szczególnie postać kobiety podtrzymującej Marię, w prawym dolnym rogu obrazu wyraźnie nawiązuje do pozy postaci z twórczości tego artysty. Kompozycja obrazu podzielona jest na dwie grupy osób. Pierwsza grupa otacza Chrystusa, druga Marię.
Złożenie do grobu opisuje Giorgio Vasari w Żywotach najsławniejszych malarzy, rzeźbiarzy i architektów. Obraz znajdował się w kaplicy do 1608 roku, kiedy to dzieło wywieziono i podarowano kardynałowi Scypionowi Borghese, bratankowi papież Pawła V. W latach 1797–1815 obraz znajdował się w Paryżu, następnie wrócił do Rzymu. Według innego źródła obraz kupił Napoleon Bonaparte w 1807 roku i dopiero wtedy znalazł się we Francji.
Zachowały się liczne szkice przygotowawcze. Na ich podstawie ustalono, że Rafael miał trudności z interpretacją tematu. Szkice są przechowywane m.in. w Galerii Uffizi we Florencji, w Luwrze w Paryżu, Ashmolean Museum w Oksfordzie oraz w Muzeum Brytyjskim w Londynie.